# Вонета (Небраска)
Вонета (англ. Wauneta) — селище (англ. village) в США, в окрузі Чейс штату Небраска. Населення — 549 осіб (2020).

## Географія
Вонета розташована за координатами 40°24′59″ пн. ш. 101°22′36″ зх. д. / 40.41639° пн. ш. 101.37667° зх. д. (40.416515, -101.376729).  За даними Бюро перепису населення США в 2010 році селище мало площу 2,51 км², уся площа — суходіл.

## Демографія
Згідно з переписом 2010 року, у селищі мешкало 577 осіб у 269 домогосподарствах у складі 150 родин. Густота населення становила 230 осіб/км².  Було 307 помешкань (122/км²).
Расовий склад населення:
| - 95,7 % — білих - 0,2 % — чорних або афроамериканців - 0,2 % — азіатів - 3,5 % — осіб інших рас |

До двох чи більше рас належало 0,5 %. Частка іспаномовних становила 6,6 % від усіх жителів.
За віковим діапазоном населення розподілялося таким чином: 18,7 % — особи молодші 18 років, 48,7 % — особи у віці 18—64 років, 32,6 % — особи у віці 65 років та старші. Медіана віку мешканця становила 50,4 року. На 100 осіб жіночої статі у селищі припадало 85,5 чоловіків;  на 100 жінок у віці від 18 років та старших — 85,4 чоловіків також старших 18 років.
Середній дохід на одне домашнє господарство  становив 49 445 доларів США (медіана — 40 000), а середній дохід на одну сім'ю — 59 947 доларів (медіана — 51 923). За межею бідності перебувало 15,4 % осіб, у тому числі 17,4 % дітей у віці до 18 років та 6,3 % осіб у віці 65 років та старших.
Цивільне працевлаштоване населення становило 301 осіб. Основні галузі зайнятості: освіта, охорона здоров'я та соціальна допомога — 20,3 %, сільське господарство, лісництво, риболовля — 18,6 %, роздрібна торгівля — 15,9 %.